# デニス・カーニー

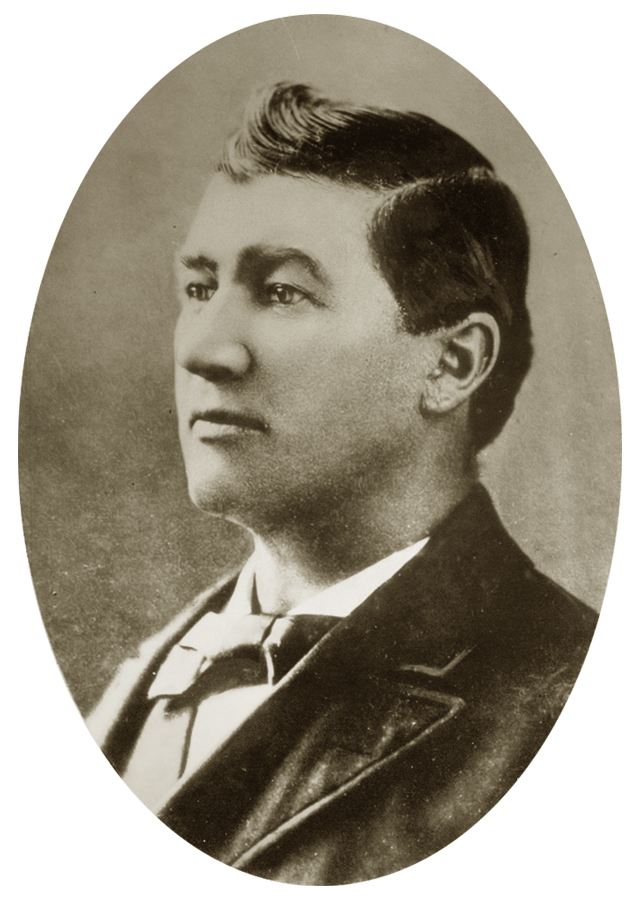
デニス・カーニー

デニス・カーニー（Dennis Kearney, 1847年 - 1907年）は19世紀末のアメリカ合衆国カリフォルニア州で活動した政治的指導者、煽動者。反中国系移民思想を展開した。
アイルランドのコーク県で生まれ、アメリカ合衆国に移り住んだ。船員として、後にはサンフランシスコの荷馬車引きとして生計をたてた。長びく不景気のために職を失ったサンフランシスコの労働者たちに、鉄道事業の独占や当時クーリーと呼ばれた中国系移民を排撃する主張を展開して人気を集めた。カーニーが掲げたスローガンは単純明快な「中国人は出て行け」というものである。
カーニーはカリフォルニア労働党を組織し、その地域における中国人への暴力行為を指揮することもあった。1882年の中国人排斥法の成立にもカーニーの影響がある。またカーニーの労働党は1878年のカリフォルニア州憲法評議会にも影響を与えた。
党の勢力を広げるために西部へ遊説したが、賛同者はほとんど得られず、1880年代前半には政治の表舞台から姿を消した。なお、カーニーの遺産ともいえる、1878年の州憲法評議会で成立した中国系移民の公民権を制限する法律は、後に撤廃されている。